# Liste de jeux vidéo BattleTech
 (novembre 2014).
Si vous disposez d'ouvrages ou d'articles de référence ou si vous connaissez des sites web de qualité traitant du thème abordé ici, merci de compléter l'article en donnant les références utiles à sa vérifiabilité et en les liant à la section « Notes et références ».
La liste des jeux vidéo BattleTech présente les jeux vidéo tirés du monde imaginaire de BattleTech.

## Liste
- BattleTech: The Crescent Hawk's Inception (1988, sur PC, Amiga)
- BattleTech (jeu vidéo, 1989) (1989, sur Commodore 64)
- BattleTech: The Crescent Hawk's Revenge (1990, sur PC)
- BattleTech (1994, sur SNES)
- MechWarrior (1989, sur PC, SNES)
- MechWarrior 2: 31st Century Combat (1995, sur PC, PlayStation, Saturn)
- MechWarrior 2: Ghost Bear's Legacy (1995, sur PC - Add-on)
- MechWarrior 2: Mercenaries (1996, sur PC)
- MechWarrior 2 (1997, sur PlayStation)
- MechWarrior 3050 (1996, sur SNES et Mega Drive)
- MechWarrior 3 (1999, sur PC)
- MechWarrior 3: Pirate's Moon (1999 sur PC - Add-on)
- MechWarrior 4: Vengeance (2000, sur PC)
- MechWarrior 4: Black Knight (2001, sur PC - Add-on)
- MechWarrior 4: Mercenaries (2002, sur PC)
- MechWarrior 4: Clan Mech Pack (2002, sur PC - Add-on)
- MechWarrior 4: Inner Sphere Pack (2002, sur PC - Add-on)
- MechCommander (1998, sur PC)
- MechCommander 2 (2001, sur PC)
- MechAssault (2002, sur Xbox)
- MechAssault 2: Lone Wolf (2004, sur Xbox)
- MechWarrior: Online (2012, sur PC)
- BattleTech (jeu vidéo, 2018) (2017, sur PC)
- MechWarrior 5: Mercenaries (2019, sur PC)
- MechWarrior 5: Clans (2024, sur PC)

### Compilations
- MechWarrior 2: Titanium Trilogy (1998, sur PC) : MechWarrior 2, Ghost Bear et Mech 2 Mercenaries
- Mechwarrior 4 Compilation (2004, sur PC) : MechWarrior 4, son extension Black Knight et Mech 4 Mercenaries

### Jeux non officiels
- MegaMek (2002, sur PC, Linux et macOS)